# موونت یونین (آیووا)
موونت یونین (به انگلیسی: Mount Union) شهری در ایالت آیووا کشور ایالات متحده آمریکا است که جمعیت آن در سرشماری سال ۲۰۱۰ میلادی، ۱۰۷ نفر بوده‌است.
شهر کوچکی است و به زبان انگلیسی تکلم می کنند.